# Arktisk flundra
Arktisk flundra (Liopsetta glacialis) är en fisk i ordningen plattfiskar.

## Beskrivning
Den arktiska flundran har en tämligen långsträckt kropp. Ögonsidans kroppsfärg är vanligen brun till olivgrön med svarta fläckar av varierande storlek. Blindsidan är vit, men kan ha randområden med ögonsidans färg. Den kan bli 35 cm lång.

## Utbredning
Arten lever i Arktis från norra Nordamerika (Kanada och USA) till Ryssland. Den har påträffats i norska vatten.

## Ekologi
Den arktiska flundran är en bottenfisk som förekommer i arktiska vatten ner till 90 meters djup, där den lever på småfisk och ryggradslösa bottendjur. Arten kan gå in i brackvatten och i flodernas övre lopp (bland annat Dvina). Fisken drar sig inåt till grundare vatten under kvällen och på våren. Den föredrar sand- och gyttjebottnar. Leken sker under isen i december till maj.
Arten är föremål för ett mindre fiske.